# Реагент ІКБ-4
Реагент ІКБ-4 (рос. реагент ІКБ-4; англ. reagent ІКБ-4; нім. Reagens n ІКБ-4) — інгібітор парафіноутворення і корозії, активна частина якого є додатки поверхнево-активних речовин (ОП-7, ОП-10, ДС-РАС і ін.), містить у складі основної речовини також етилендиамінові солі синтетичних жирних кислот і нафтопродукти — нафтові дистиляти типу авіаційного гасу і зимового та літнього сортів дизельного пального. Сировиною для отримання ІКБ-4 є кубовий залишок ректифікації жирних кислот.
Товарний продукт — 50 % водна паста. ГДК парів у повітрі за нафтовими дистилятами — 300 мг/м3; допустиме нагрівання реаґенту — 95°С. Використання відкритого полум'я в місцях проведення робіт з ІКБ-4 заборонено. Форма використання: 50-80 % розчини в гасі, дизельному пальному або в толуолі (зимовий час).